# Peddiea subcordata
Peddiea subcordata är en tibastväxtart som beskrevs av Domke. Peddiea subcordata ingår i släktet Peddiea och familjen tibastväxter. Inga underarter finns listade i Catalogue of Life.